# Томас Томсон
То́мас То́мсон (англ. Thomas Thomson — нар.4 грудня 1817 — пом.18 квітня 1878) — шотландський хірург на службі Британської Ост-Індійської компанії, британський натураліст і ботанік. Відомо, що Томсон був другом Джозефа Долтона Гукера, допомагав йому писати перший том праці «Flora Indica».

## Біографія
Томас Томсон народився в місті Глазго 4 грудня 1817. Він був старшим сином професора хімії Університету Глазго Томаса Томсона і його дружини Агнеси англ. Agnes Colquhon.
Він був професором хімії і лікарем Британської Ост-Індійської компанії.
З 1855 по 1861 рік Томас Томсон був керівником ботанічного саду Калькутти.
Він вніс значний внесок у ботаніку, описавши безліч видів насінних рослин.
Томас Томсон помер у Лондоні 18 квітня 1878 року.

## Наукова діяльність
Томас Томсон спеціалізувався на насіннєвих рослинах.

## Наукові роботи
- Western Himalaya and Tibet 1852.